# Samara Weaving
Samara Weaving, född 23 februari 1992 i Adelaide i South Australia, är en australisk skådespelerska och modell. Hon är känd för att spela rollen som Kirsten Mulroney i den australisk-producerade BBC-serien Out of the Blue. Hon är även känd för att spela rollen som Indigo Walker i såpoperan Home and Away.
År 2017 hade Weaving en roll i den kritikerrosade dramakomedifilmen Three Billboards Outside Ebbing, Missouri. Hon spelade dessutom en av huvudrollerna i skräckfilmen Ready or Not år 2019.